# Semidemocracia
O termo semidemocracia AO 1990 é usado para se referir a um estado que compartilha características democráticas e autoritárias.